# NGC 2192
NGC 2192 (другое обозначение — OCL 437) — рассеянное скопление в созвездии Возничего.
Этот объект входит в число перечисленных в оригинальной редакции «Нового общего каталога».
Диаграмма Герцшпрунга — Рассела для NGC 2192, а также для NGC 1798 типична для старых рассеянных скоплений: она показывает чётко определённую главную последовательность и небольшое количество красных гигантов. Возраст скопления составляет приблизительно 1,1 миллиарда лет. Функции светимости звёзд главной последовательности NGC 1798 и NGC 2192 аналогичны таковым у других старых рассеянных скоплений.